# Prix Gémeaux du meilleur magazine culturel
Le prix Gémeaux du meilleur magazine culturel est une récompense télévisuelle remise par l'Académie canadienne du cinéma et de la télévision entre 2001 et 2004.

## Lauréats
- 2001 - Christiane Charette en direct
- 2002 - Christiane Charette en direct
- 2003 - Les choix de Sophie
- 2004 - Le septième